# Livsåldrarna
Livsåldrarna (tyska: Die Lebensstufen) är en oljemålning av den tyske romantiske konstnären Caspar David Friedrich från cirka 1834. Den ingår i Museum der bildenden Künstes samlingar i Leipzig.

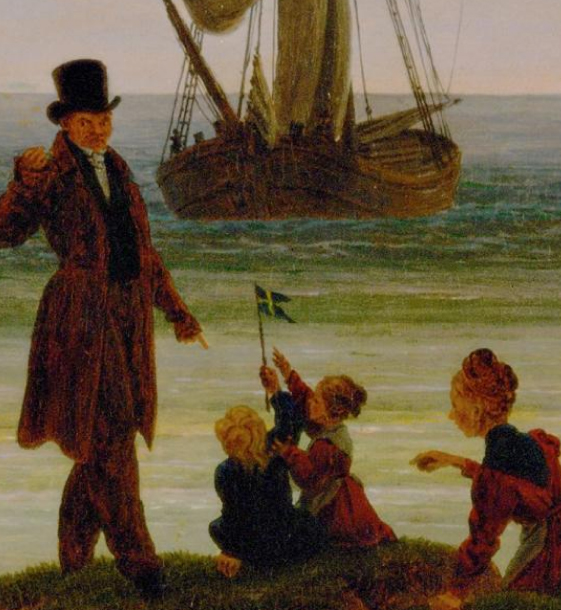
Detalj ur målningen som visar sonen Gustav Adolf som höjer den svenska flaggan.

Livsåldrarna var Friedrichs sista stora verk före slaganfallet 1835; han dog 1840. Målningen visar fem personer och fem fartyg, alla i olika åldrar, storlekar och skick. Det har antagits att de fem båtarna, en för varje person och på olika distans från sitt mål, ska symbolisera livsresan. Det större skeppet i mitten har börjat närma sig land och reva sitt försegel. Skeppet tillhör den gamle ryggvända mannen med käpp vars liv går mot sitt slut. Den äldre mannen är Friedrich själv, den yngre är hans brorson Heinrich som pekar mot konstnärens tre barn. Sonen Gustav Adolf, som föddes 1824 och döptes efter Sveriges kung Gustav IV Adolf, höjer den svenska flaggan. 
Friedrich föddes 1774 i Greifswald som då var huvudort i Svenska Pommern och målningen visar Utkiek, en plats där floden Rycks mynnar i Östersjön utanför Greifswalds hamn. Vid målningens tillkomst hade Sverige avträtt Pommern till Preussen och ingått union med Norge. Eftersom målningen varken visar den preussiska flaggan eller den svensk-norska unionsflaggan kan man anta att Friedrich velat förmedla ett nostalgiskt tillbakablickande perspektiv.   